# ماکسیکد

نمایشی از ساختار ماکسی‌کد

ماکسیکد یک مالکیت عمومی است. یک سیستم نشانه قابل خواندن توسط ماشین که نخست توسط یونایتد پارسل سرویس ساخته و مورد استفاده قرار گرفت. برای مدیریت و ردیابی حمل و نقل بسته‌ها مناسب است، شبیه بارکد است، ولی به جای ستون از نقطه‌هایی که به صورت شبکه شش ضلعی منظم شده‌اند استفاده می‌کند. ماکسیکد تحت ISO/IEC 16023  استاندارد شده‌است.
یک نشانه ماکسیکد (در اینجا ما آن را "چشم پرنده"، "هدف" یا "کد UPS" می‌خوانیم) به صورت یک مربع با اندازه بعد 1 اینچ (معادل 2.54 سانتی‌متر )، همراه با چشم گاو در میانه آن که با الگویی از نقطه‌های شش ضلعی پوشیده شده است ظاهر می‌شود. این نشانه می‌تواند نزدیک به 93 کاراکتر از اطلاعات را در خود ذخیره کند، و برای انتقال اطلاعات بیشتر، می‌توان تا 8 نشانه ماکسیکد را به صورت زنجیروار در کنار یکدیگر قرار داد. سیبل متقارن مرکزی در تعیین محل نشانه به صورت خودکار و بدون توجه به چرخش آن مفید خواهد بود، و به اسکن نشانه ماکسیکد بسته‌هایی که به سرعت حرکت می‌کنند بسیار کمک می‌کند.
نمادشناسی ماکسیکد در سال 1992 توسط UPS منتشر شد.

## پیام انتقالی ساخت‌یافته

یک نمونه از مالسیکد. در این نمونه جمله Wikipedia, The Free Encyclopedia نوشته شده.

نشانه ماکسیکد که از مُدهای ۲ و ۳ استفاده می‌کند، شامل یک پیام انتقالی ساخت‌یافته می‌شود که دارای اطلاعات کلیدی یک بسته است. این اطلاعات با یک کُد تصحیح خطای رید-سالامون قوی حفاظت می‌شود، که اجازه می‌دهد در صورت آسیب دیدن قسمتی از نشانه، باز هم قابل خواندن باشد. این موارد شامل:
1. یک شاخص 4 بیتی که مُد استفاده شده را تعیین مورد، در حال حاضر مُد 2 یا مُد 3.
2. یک کد پستی ملی یا بین‌المللی. ماکسیکد هر دو نوع کدهای پستی عددی ( برای مثال یک زیپ‌کد) و کدهای پستی الفبارقمی را پشتیبانی می‌کند.
3. یک شاخص 3 بیتی کد کشور که با توجه به ISO 3166 تعیین می‌شود.
4. یک کد ۳ بیتی مربوط به کلاسِ کدِ سرویسی که به حامل انتساب داده شده.

## اطلاعات کاربردگرا
صرف نظر از مُد، مقدار معتنابهی از اطلاعات کاربردگرا را می‌توان در یک نشانه ماکسیکد کُد کرد. این اطلاعات اضافی به‌طور مشخص تعریف نشده‌اند، و از میان این گونه اطلاعات می‌توان به فهرست زیر اشاره کرد:
- شماره سفارش خرید
- شماره ارجاع مشتری
- شماره فاکتور
- شماره پیگیری
- شاخص حامل مُوَلد

## مُدها
- مد 0 - مد منسوخ شده‌ای که با مُدهای 2 و 3 جایگزین شد. (چاپگرهای قدیمی در صورتی که سیستم‌عاملشان خیلی کهنه باشند مُد 0 را ایجاد می‌کنند. مُد 0 ماکسیکدs را می‌توان با بررسی دو شش ضلعی افقی در گوشه سمت بالا-راست تشخیص داد. در صورتی که این شش ضلعی‌ها سفید بودند، مُد مورد نظر 0 است. در دیگر مُدها رنگ مشکی خواهد بود.)
- مُد 1 - مُد منسوخ شده‌ای که با مُد 4 جایگزین شد.
- مُد 2 - داده قالب‌بندی شده که یک پیام حامل ساخت‌یافته دارای یک کد پستی عددی را شامل می‌شود. (نخست برای مقصدهای داخلی آمریکا مورد استفاده قرار گرفت)
- مُد 3 - داده قالب‌بندی شده که یک پیام حامل ساخت‌یافته دارای یک کد پستی الفبارقمی را شامل می‌شود.(نخست برای مقصدهای بین‌المللی مورد استفاده قرار گرفت.)
- مُد 4 - داده بدون قالب‌بندی با تصحیح خطای استاندارد.
- مُد 5 - داده بدون قالب‌بندی با تصحیح خطای ارتقا یافته.
- مُد 6 - برای برنامه‌ریزی (پیکربندی) سخت‌افزارها مورد استفاده قرار می‌گیرد.

برچسب‌های UPS از ماکسیکدs مُدهای 2 و 3 استفاده می‌کنند

## اطلاعات نرم‌افزاری

نرم‌افزارهای با قابلیت ماکسیکد شامل فهرست زیر می‌شوند (ولی محدود به این فهرست نیستند):
برنامه‌های با زیربنای ویندوز:
- Loftware,Inc.
- LLM 32 - (که قابلیت ایجاد کدهای فشرده را نیز دارد)
- BarTender - Seagull Scientific
- Bell-Mark

برنامه‌های کاربردی AS/400:
- CYBRA's MarkMagic Software
- NeoMedia
- Quadrant Software
- T.L. Ashford